# Dorchester Sports F.C.
Câu lạc bộ bóng đá Dorchester Sports là một câu lạc bộ bóng đá đến từ Dorchester, Dorset, Anh. Đội hiện là thành viên của Dorset Premier League và thi đấu tại The Avenue Stadium, chia sẻ sân với Dorchester Town.

## Lịch sử
Trước mùa giải 2016-17, Dorchester Sports đã được nhận vào Dorset Premier League, sau một thời gian thi đấu tại Dorset League. Dorchester Sports lần đầu tiên tham gia FA Vase vào mùa giải 2019-20.

## Sân vận động
Câu lạc bộ hiện đang chia sẻ sân với Dorchester Town tại The Avenue Stadium.

## Kỉ lục
- Thành tích tốt nhất tại FA Vase: Vòng loại thứ hai, 2019-20